# Erstein
Erstein es una localidad y comuna francesa, situada en el departamento de Bajo Rin, en la región de Alsacia.
El gentilicio en idioma francés es ersteinois, mientras que en alsaciano sus habitantes son tradicionalmente conocidos por el apelativo de grâb (cuervos).
Erstein es conocida en la región por la desaparecida abadía benedictina de "Santa Cecilia y Santa Ágata", fundada por la emperatriz del Sacro Imperio Ermengarda de Tours en el año 849, y lugar donde fue enterrada el 20 de marzo de 851. Erstein ha sido conocida en el siglo XX por su fábrica de elaboración de azúcar, instalada en la localidad desde 1894.

## Localidades hermanadas
- Endingen,  Alemania
- San Joao de Loure,  Portugal
- Lahr,  Alemania